# Export

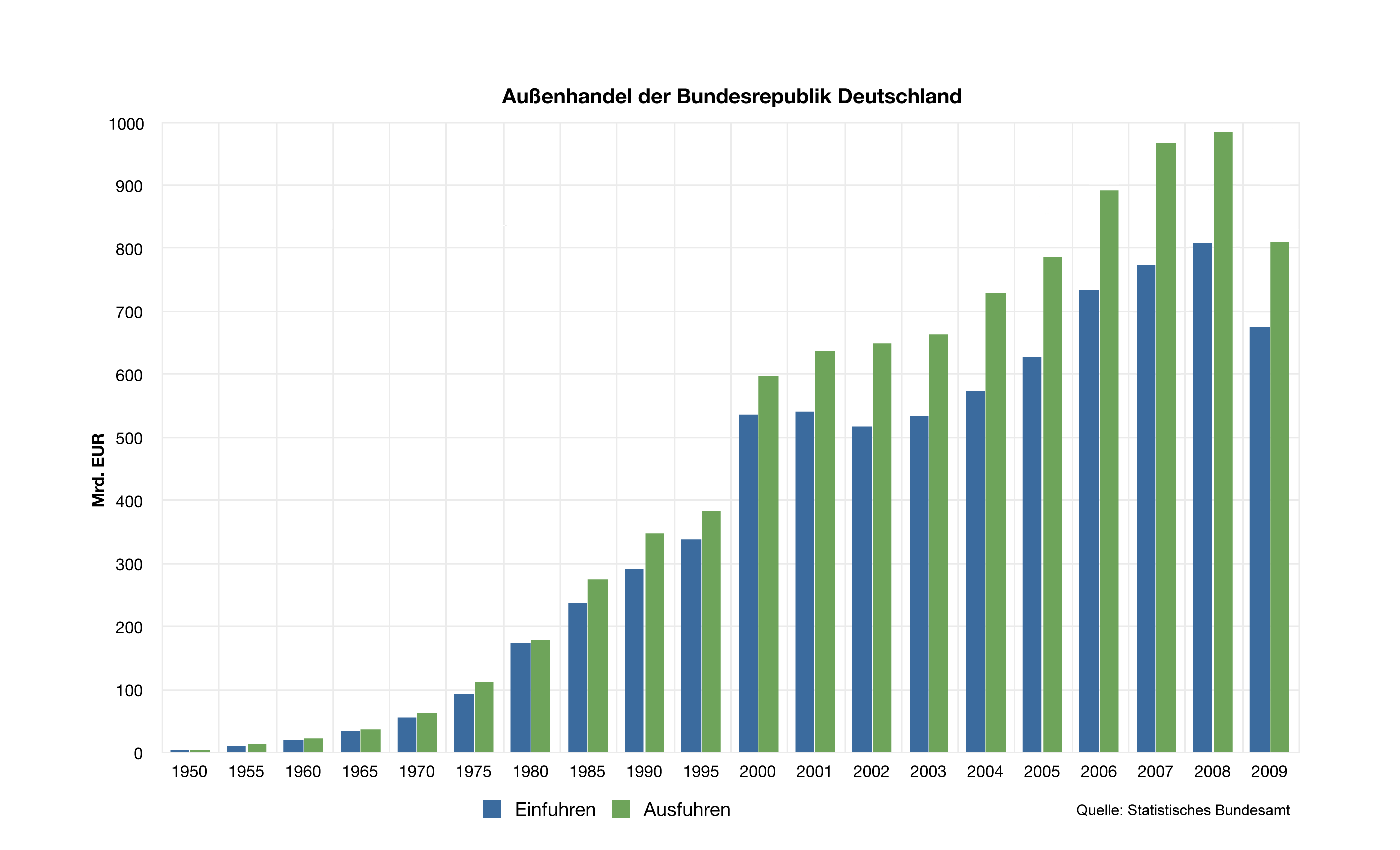
Deutsche Import- und Exportzahlen

Export (auch Ausfuhr; von lateinisch ex, „aus, hinaus“, und lateinisch portare, „tragen, fortschaffen“) ist im Außenhandel der grenzüberschreitende Verkauf von Gütern oder Dienstleistungen aus dem Inland in das Ausland. Gegensatz ist der Import.

## Allgemeines
Grundformen des Außenhandels sind Lohnveredelung, Transithandel, Import und Export, wobei beim Export die Güterströme vom Inland ins Ausland und die Zahlungsströme vom Ausland ins Inland fließen. Die exportierenden Wirtschaftssubjekte (Unternehmen, Privathaushalte, der Staat mit seinen Untergliederungen wie öffentliche Verwaltung und Staatsunternehmen) heißen Exporteur und stehen in Handelsbeziehung zum ausländischen Importeur. Beim Export ist Voraussetzung, dass der Exporteur dem Importeur aufgrund der Lieferungsbedingungen die Güter/Dienstleistungen (im Folgenden: Güter) durch Lieferung zum Eigentum überträgt (Eigentumsvorbehalt schadet nicht) und der Importeur aufgrund der Zahlungsbedingungen dem Exporteur den Kaufpreis entrichtet (Lieferantenkredit/Kundenkredit schadet nicht). Die Lieferung der Güter muss in das Ausland erfolgen, wobei es sich auch im gleichen Währungsraum (etwa Deutschland/Frankreich) um Exporte handelt. Exporte liegen nur bei der vollständigen Eigentumsübertragung vor, so dass die Miete, Leihe, Pacht oder das Leasing allenfalls einen Export von Dienstleistungen darstellen.
Zu den Exportgütern gehören vor allem Rohstoffe, Handelswaren (beispielsweise Commodities), Direktinvestitionen (Tochtergesellschaften im Ausland) oder Investitionsgüter (Maschinen). Bei Dienstleistungen gilt der Tourismus als Export, wenn etwa ein Ausländer eine Urlaubsreise nach Deutschland unternimmt. Der Export von Buchgeld und Kapital heißt Kapitalexport.

## Transaktionen im Außenhandel
Transaktionen im Außenhandel sind der Export (Ausfuhr) als Verkauf von Gütern und Dienstleistungen in das Ausland, der Import (Einfuhr) als Einkauf von Gütern und Dienstleistungen aus dem Ausland, die Lohnveredelung und der Transithandel. Hieraus ergibt sich folgende Übersicht:
| Art            | Definition | Verbuchung in der Handelsbilanz |
| -------------- | --- | ------------------------------- |
| Export         | Ausfuhr von Gütern und Dienstleistungen                                                                                 | Aktivseite                      |
| Import         | Einfuhr von Gütern und Dienstleistungen                                                                                 | Passivseite                     |
| Lohnveredelung | Weiterverarbeitung von Gütern im Inland: aktive Lohnveredelung (Reexport) im Ausland: passive Lohnveredelung (Reimport) | Passivseite Aktivseite          |
| Transithandel  | Import von Gütern und deren sofortigem Export ohne Weiterverarbeitung                                                   | Passivseite und Aktivseite      |

Auch der im Zusammenhang mit der Lohnveredelung auftretende Reexport und Reimport gehören zum Außenhandel. Dabei ist der Reexport eine Unterform des Exports und der Reimport eine Unterform des Imports. Der Transithandel weist im Regelfall in der Handelsbilanz einen geringen Saldo aus, der auf dem Gewinn dieser Transaktion beruht. Es handelt sich um eine Bilanzverlängerung.
Exporteure und Importeure sind Außenhandelsbetriebe, deren Betriebszweck ausschließlich oder überwiegend im Export und/oder Import von Gütern oder Dienstleistungen besteht.

## Rechtsfragen
Das Außenwirtschaftsrecht kennt als Rechtsbegriffe die Einfuhr und Ausfuhr. „Ausführer“ (Exporteur) ist gemäß § 2 Abs. 2 AWG jede natürliche oder juristische Person oder Personengesellschaft, die über die Lieferung von Waren aus dem Inland in ein Drittland bestimmt. Entsprechend ist Ausfuhr die Lieferung von Waren aus dem Inland in ein Drittland (§ 2 Abs. 3 AWG). Der Ausfuhr gleichgestellt ist die Übertragung von Software oder Technologie einschließlich ihrer Bereitstellung auf elektronischem Weg. Auch Elektrizität gilt als Ware, Wertpapiere und Zahlungsmittel sind dagegen keine Waren (§ 2 Abs. 22 AWG).

## Regulierung
Der Staat hat ein Interesse daran, Exporte und Importe zu kontrollieren (Schutz der heimischen Märkte etwa vor Dumping, Waffenhandel). Die Marktregulierung besteht bei Exporten aus Ausfuhranmeldungen, Ausfuhrgenehmigungen, Ausfuhrlisten oder Ausfuhrzöllen. Ein Handelsembargo kann den Export ganz oder teilweise beschränken. Sie alle wirken restriktiv auf den Export und begrenzen ihn quantitativ und/oder qualitativ. Die von George Stigler 1971 verfasste Theorie der Regulierung lässt erwarten, dass diese Handelshemmnisse als eine Form von Regulierungen – gleichgültig, ob sie tarifärer oder nicht-tarifärer Natur sind – vom Importland eingeführt und aufrechterhalten werden. Während tarifäre Handelshemmnisse durch die Bestimmungen des GATT bzw. der Welthandelsorganisation (WTO) in der Vergangenheit zunehmend abgebaut wurden, ist die Bedeutung nicht-tarifärer Handelshemmnisse gewachsen.

## Einordnung in die Volkswirtschaftliche Gesamtrechnung
Der Export stellt ein Aggregat des Bruttoinlandsprodukts (BIP) in der Verwendungsrechnung der Volkswirtschaftlichen Gesamtrechnung (VGR) dar. Er setzt sich aus dem Waren- und Dienstleistungsexport (Dienstleistungsbilanz) zusammen. Die Handelsbilanz und die Dienstleistungsbilanz sind Teilbilanzen der Leistungsbilanz.
Zieht man von den Exporten die Importe ab, so erhält man den Außenbeitrag (auch Netto-Export genannt). Ein Außenbeitrag größer null bedeutet, dass ein Teil der Exporte in das Ausland vom Ausland nicht in Form von Importen aus dem Ausland bezahlt wird. Der Nettoexport muss also auf Kredit erfolgen, so dass einem Nettoexport ein Kapitalexport entspricht, wenn der Ausgleich nicht über eine andere Teilbilanz der Zahlungsbilanz erfolgt. Die Bundesrepublik Deutschland und China verzeichnen zum Beispiel regelmäßig positive Außenbeiträge, so dass die (Netto-)Forderungen der Bundesrepublik Deutschland an das Ausland laufend anwachsen. Die USA dagegen verzeichnen seit Jahrzehnten in der Regel negative Außenbeiträge, so dass die (Netto-)Verbindlichkeiten der USA gegenüber dem Ausland laufend ansteigen.

## Internationaler Vergleich

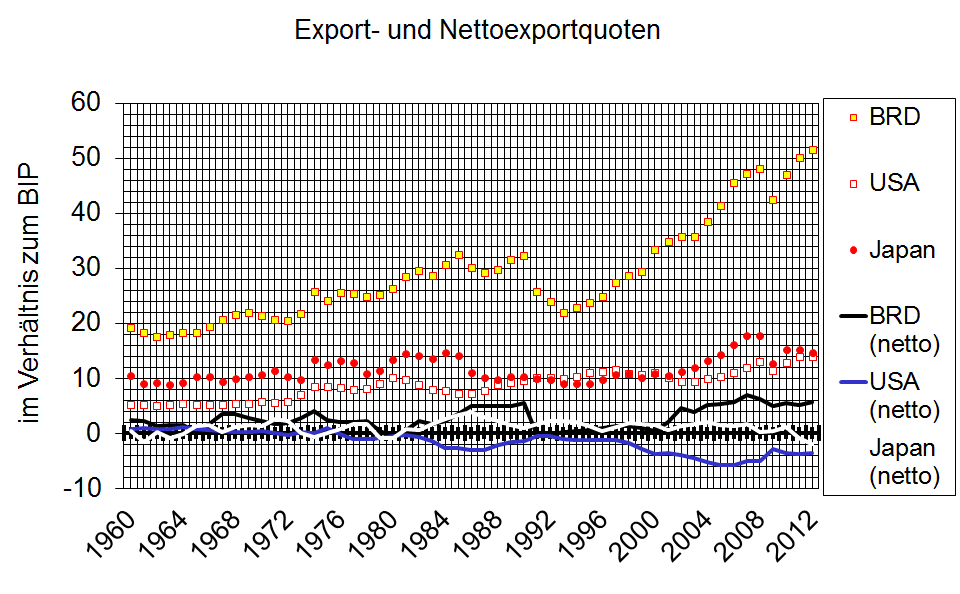
Exporte und Exportüberschüsse im Verhältnis zum BIP

In der Abbildung sind für die Triadenländer, also die drei größten Volkswirtschaften der Welt, die Exporte im Verhältnis zum jeweiligen Bruttoinlandsprodukt (BIP) dargestellt, außerdem der Nettoexport im Verhältnis zum BIP. Steigende Exportquoten deuten auf eine zunehmend arbeitsteilige Weltwirtschaft hin, die Handelsverflechtung der Welt nimmt zu (Globalisierung). Insbesondere in Deutschland wird unter den Schlagworten Exportweltmeister und Basarökonomie eine intensive Debatte um die Bedeutung der deutschen Exportzuwächse geführt.

## Wirtschaftliche Aspekte
Im Hinblick auf die Verarbeitungsstufe gibt es Exporte von Rohstoffen oder Halbfabrikaten in der Produktionswirtschaft zwecks Weiterverarbeitung im Ausland oder Exporte von Fertigerzeugnissen im Handel (Groß- oder Einzelhandel). Exporte finden im Rahmen der Außenhandelsfinanzierung statt, weil der Exporteur bei Vorschusszahlungen (Vorauszahlung), Zahlung Zug um Zug gegen Lieferung oder bei vorhandenen Zahlungszielen die Güter vor oder nach Zahlung zu liefern und dabei Kreditinstitute einzuschalten hat. Die Außenhandelsfinanzierung unterstützt hierbei durch Exportakkreditiv, Dokumenteninkasso oder Auslandsüberweisung. Der Exportwert wird nach internationalen Gepflogenheiten an der Landesgrenze ermittelt, wobei der FOB-Wert zugrunde gelegt wird.
Ein Export wird bei gegebener Auslandsnachfrage notwendig, wenn das importierende Land die Güter nicht oder in zu geringen Mengen selbst produziert oder die Produktqualität/Dienstleistungsqualität oder die Preise ungünstiger sind als bei inländischer Produktion (komparativer Kostenvorteil). Im importierenden Staat ergänzt der Export das fehlende Güterangebot. Ausfuhren können deshalb im importierenden Staat eine Unterversorgung, Qualitätsmängel oder Preisnachteile ausgleichen. Exportlastige Staaten können damit rechnen, dass importlastige Staaten mit Hilfe einer Importsubstitutionspolitik den Außenbeitrag zu Gunsten ihrer Exportquote zu verschieben versuchen.
Die Ausfuhr wirkt sich auf die Handelsbilanz aus, wo sie auf der Aktivseite verbucht wird. Exportiert ein Staat mehr als er importiert, liegt entsprechend eine „aktive Handelsbilanz“ vor. Die Zahlung des Importeurs wird in der Devisenbilanz als Zahlungseingang berücksichtigt. Sie löst entweder bei Zahlung in Fremdwährung ein Devisenangebot auf dem Devisenmarkt oder bei Zahlung in Inlandswährung ein Geldangebot auf dem Geldmarkt aus. Eine Zahlung in Fremdwährung führt zu einem Zufluss von Devisen, so dass sich bei hoher Exportquote ein bestehendes Handelsbilanzdefizit in einen Handelsbilanzüberschuss verwandeln kann, der mittelfristig zur Aufwertung der Inlandswährung führen kann. Ein Devisenüberschuss wiederum erlaubt die Erhöhung künftiger eigener Importe. Das anzustrebende Außenhandelsgleichgewicht ist erst erreicht, wenn Exporte {\displaystyle E} und Importe {\displaystyle I} in einem Staat gleich sind:
{\displaystyle E=I}.
Entsprechend ergibt sich ein Exportüberschuss als
{\displaystyle E>I}.
Ein Exportüberschuss führt zu einer aktiven Handelsbilanz mit Devisenzuflüssen, die die Währungsreserven verbessern und das Volkseinkommen erhöhen.
Der Export bewirkt zudem eine Erhöhung des Güterangebots auf dem importierenden Gütermarkt. Da gleichzeitig durch die Bezahlung des Exports die inländische Geldmenge zunimmt, kommt es durch Exporte zu einem Ungleichgewicht auf Geld- und Gütermärkten, was zur Inflation führen kann.

## Verwandte Begrifflichkeiten
Ein Exportland ist ein Staat, der zu einem bedeutenden Teil für den Export produziert (wie die Bundesrepublik Deutschland). Das wichtigste Exportland wird auch als Exportweltmeister bezeichnet. Als Weltexport bezeichnet man den Wert aller weltweit von Volkswirtschaften exportierten Güter. Definitorisch müssen Weltexport und Weltimport gleich hoch sein. Aufgrund von statistischen Fehlern, aber auch bedingt durch die angewendeten Methoden, gleichen sich Weltexport und Weltimport nicht exakt aus.